# Mao Xinling
Mao Xinling – chińska zapaśniczka w stylu wolnym. Brązowy medal mistrzostw Azji w 2005 roku.